# Культпоход в театр
«Культпоход в театр» — советский художественный полнометражный комедийный цветной фильм, поставленный на киностудии «Беларусьфильм» в 1982 году режиссёром Валерием Рубинчиком.
Премьера фильма в СССР состоялась в мае 1983 года.

## Сюжет
Действие картины происходит в далёком селе Белые озёра. Житель села, механик Тихомиров, руководитель местного вокально-инструментального ансамбля, противостоит местным бюрократам, выступающим против свободы творчества. Однажды он отправляется в райцентр посмотреть театральную постановку. Спектакль производит на него такое впечатление, что он приглашает автора, молодого драматурга Скоробогатова, к себе домой с тем, чтобы он разобрался в проблемах самого села и написал пьесу о местной жизни. Безработный и неухоженный писатель приезжает и погружается в проблемы жителей села, в конце концов сходится с дочерью Тихомирова Аней, которая накануне рассталась со своим женихом. Так что Тихомиров становится ещё и его тестем. Писатель возвращается с Аней в город, но снова оказывается без денег и собирается бросить пьесу и устроиться на работу. Тихомиров приезжает к нему и убеждает его закончить начатое. На обратном пути домой Тихомиров переживает сердечный приступ. В концовке пьеса доходит до постановки, и жители села наблюдают со сцены собственную жизнь.

## В ролях
- Юрий Ступаков — Александр Михайлович Тихомиров
- Евгений Стеблов — Скоробогатов, писатель
- Валентина Талызина — Полина, жена Тихомирова
- Валентина Шендрикова — Алевтина, модистка
- Марина Шиманская — Аня
- Валентин Печников — Буянов
- Анатолий Рудаков — участник художественной самодеятельности
- Виктор Ильичёв — Михаил, неудачливый жених
- Игорь Класс — Пехов
- Мария Барабанова — работница культуры
- Владимир Сичкарь — артист театра
- Александр Беспалый — артист театра
- Нинель Жуковская — учительница
- Анжела Кораблёва — дочь Пехова
- Георгий Тейх — директор театра

## Съёмочная группа
- Автор сценария — Валентин Черных
- Режиссёр-постановщик — Валерий Рубинчик
- Оператор-постановщик — Юрий Елхов
- Художник-постановщик — Владимир Дементьев
- Композитор — Владимир Дашкевич
- Песни на стихи — Максима Танка, Геннадия Шпаликова
- В фильме использована музыка Россини